# Воєнний прапор

Вексилологічний символ воєнного прапора за Вітні Смітом.

Воє́нний або військо́вий пра́пор — варіація національного прапора для використання в збройних силах країни на суходолі. Морським еквівалентом є військово-морський прапор. Під найсуворішим розумінням терміну, сьогодні небагато країн мають відповідні воєнні прапори, а більшість віддає перевагу використанню для цього власних державних прапорів або звичайних національних прапорів.

## Історія
Польові відзнаки використовувалися у древніх війнах, щонайменше від Бронзової доби.
Саме слово штандарт є формою терміну Франкської мови для польової відзнаки (необов'язково прапора).

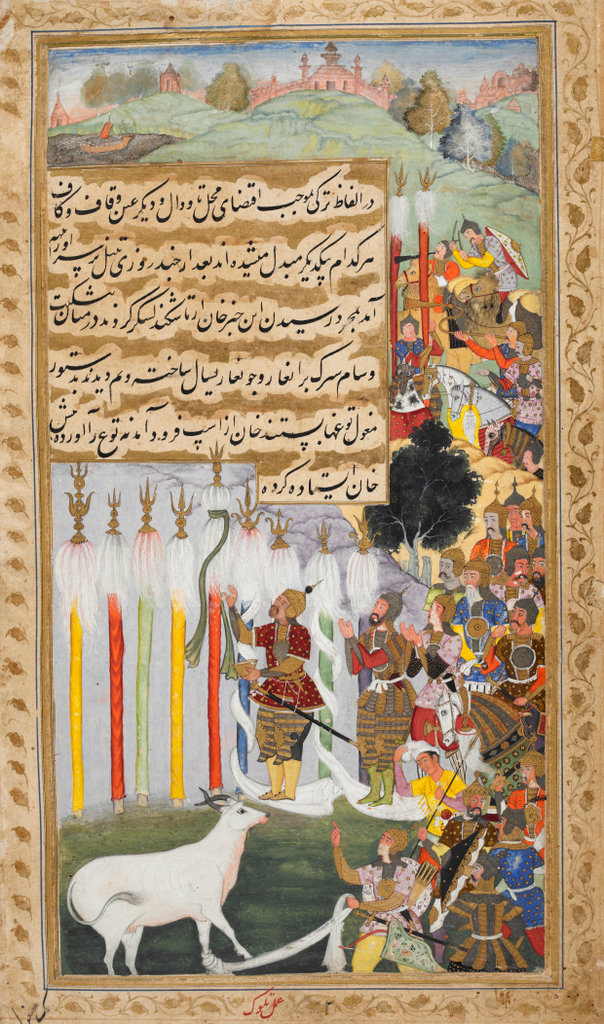
Бабур та його Армія Могольської імперії салютує Дев'яти Штандартам Тимура.

Використання прапорів, як польових відзнак очевидно виникає в Азії під час залізної доби, можливо, у Китаї або Індії. Ранні польові відзнаки, які включали, але не обмежувалися прапорами, також називалися вексилоїдами або «прапороподібними», до прикладу Римські Штандарти-Орли або драконячі штандарти Сарматів. Римський Вексилум сам також є «прапороподібним» в тому сенсі, що він був закріпленим на горизонтальному перехресті, на відміну від простого флагштоку.
Використання простих прапорів, як військових відзнак стало звичним у часи середньовіччя, розвиваючись паралельно з Геральдикою, як доповнення до геральдичних символів, показаних на щитах. Морські прапори також розвинулися в період середньовіччя. Середньовічні японські Сашімоно, які носили піші вояки були паралельним розвитком.
Деякі середньовічні вільні міста або комуни не мали власних гербів та використовували воєнні прапори, які не були похідними від гербів. Наприклад, місто Люцерн використовувало синьо-білий прапор, як польовий знак від середини XIII століття, не виводячи його з дизайну геральдичного щита.

## Воєнні прапори

### Збройних сил

Воєнний прапор Болівії
Воєнний прапор Брунею
Воєнний прапор Канади
Воєнний прапор Народно-Визвольної Армії (Китай)
Воєнний прапор Грузії
Прапор збройних сил Молдови
М'янма
Воєнний прапор Португалії
Прапор Збройних сил Російської Федерації
Прапор Збройних сил Сербії
Шрі-Ланка
Прапор Збройних сил України

### Армії (сухопутних сил)

Воєнний прапор Аргентини
Болгарія
Воєнний прапор Китайської армії
Воєнний прапор армії Республіки Китай
Грузія
Воєнний прапор Угорщини
Індія
Воєнний прапор Малайзія
М'янма
Армія Пакистану
Сухопутні війська Польщі
Російська армія
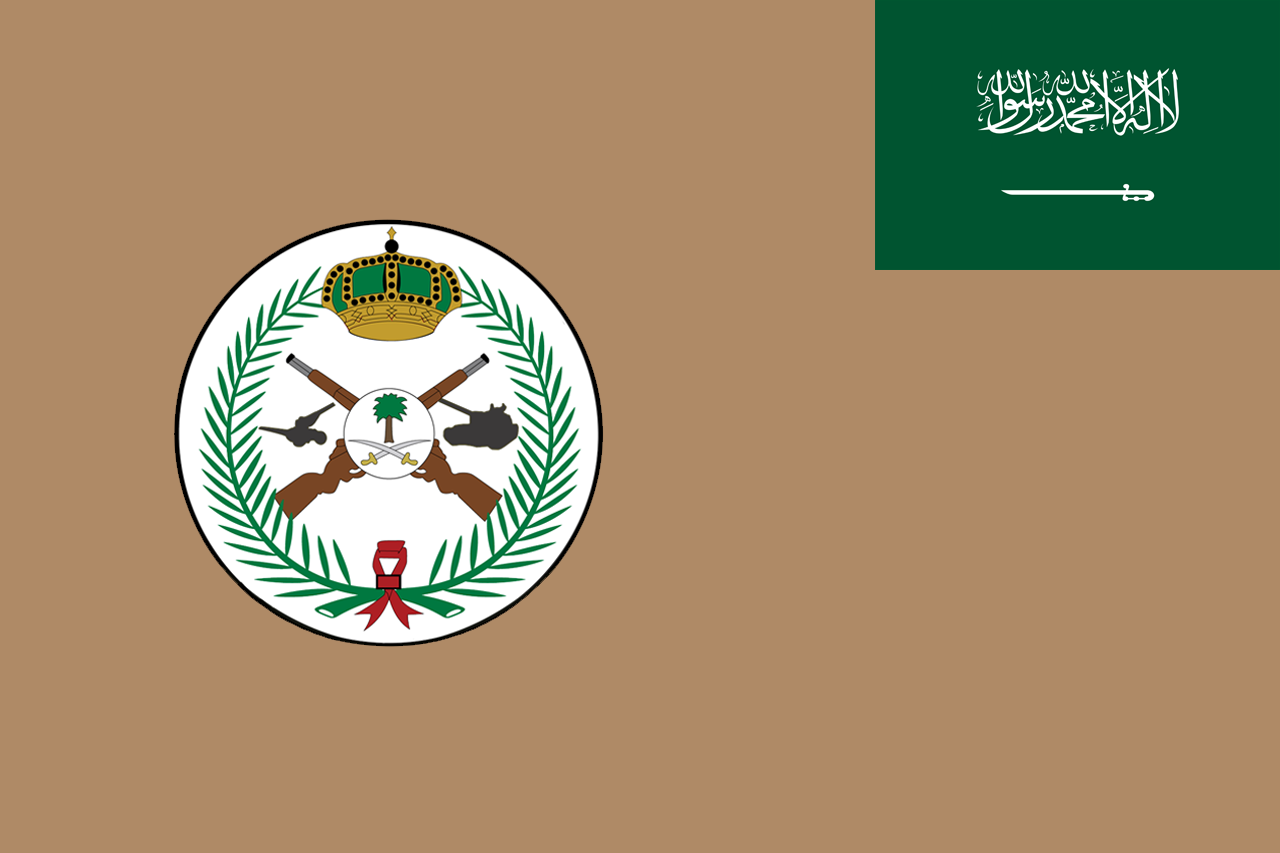
Саудівська армія
Армія Південної Кореї
Королівська Тайська Армія
Прапор командування сухопутних військ Туреччини
Прапор сухопутних військ України
нецеремонійний прапор британської армії
Прапор В'єтнамської Народної Армії
Прапор Армії Сполучених Штатів

### Морські

Воєнний прапор Фінляндії
Воєнний прапор Перу
Прапор ВМС Саудівської Аравії[en]
Прапор ВМС Сінгапуру
Військовий прапор Швеції
Військово-морський прапор України

### Інші

Державний, військовий та морський прапор Данії
Державний, військовий та морський прапор Німеччини
Державний та цивільний/військовий морський прапор Ісландії
Державний/військовий прапор та державний/морський прапор Норвегії
Прапор Філіппін
Військовий прапор (полкове знамено) Армії Греції
Прапор повітряних сил України

### Колишні

Воєнний прапор Української повстанської армії
Воєнний прапор Османської імперії
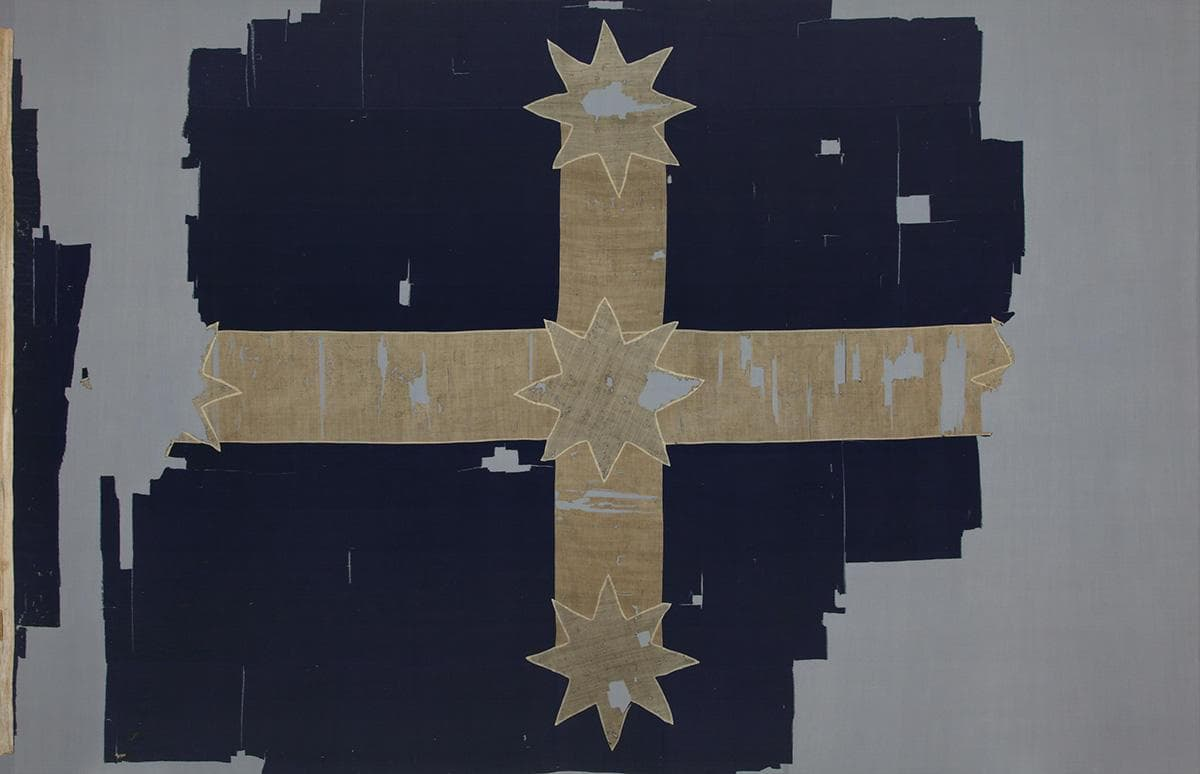
Оригінальний зразок Еврикського прапора[en], повстанського прапора 1854 року в битві за Еврикський форт.
Воєнний прапор Конфедеративних Штатів (1861–65)
Прапор Бургундського хреста, Іспанія (1506–1843)
Воєнний прапор[en] Імперської армії Японії
Воєнний прапор Народної Республіки Конго (1970–91)
"Гадсденівський прапор", який використовували деякі Континентальні сили протягом Американської війни за незалежність (1775–83)
Воєнний прапор Об'єднаних ірландів, використовувався в Битві за Арклоу[en] Повстання 1798 року
Воєнний прапор Східної Німеччини (1960–90)
Німецький воєнний прапор[en], воєнний прапор Німецького Вермахту та офіційний прапор Кріґсмаріне (зараз заборонений у деяких європейських країнах через використання неофашистськими групами)
Державний та воєнний прапор Грецьке королівство (1863–1924 та 1935–70)
Воєнний прапор Італійської соціальної республіки (1943–45)
Воєнний прапор Пруссії[en] (1816)
Воєнний прапор Німецької імперії (1903–19)
Воєнний прапор Римської Республіки 1849
Південний В'єтнам
Прапор Червоної армії (Неофіційний)
Військово-морський прапор Радянського Союзу
Королівська Тайська Армія[en] (1892–1936)
Королівська Тайська Армія під час Війн проти Хо[en] (1885–1890)
лінійний прапорець Кавалерії Сполучених Штатів.
Гюйс флоту Сполучених Штатів (1912–59)
Воєнний прапор Королівської італійської армії
Воєнний прапор Словацької Республіки (маріонеткова держава Третього Райху 1939–45)
Воєнний прапор[en] Незалежної Держави Хорватія (маріонеткова держава Третього Райху 1941–45)
Воєнний прапор Угорської королівської армії (1939–45)